# Klaus Maeck
Klaus Maeck (né le 28 juillet 1954 à Hambourg) est un producteur de cinéma et de musique et auteur allemand.

## Biographie
De la fin des années 1970 à 1983, Maeck et d’autres associés dirigent le premier magasin de disques punk à Hambourg, Rip Off, jusqu’à ce qu'il fasse faillite. Il travaille également sur des films Super 8 au début des années 1980. Le long métrage Decoder (1984) du cinéaste Muscha, qu'il coproduit et basé sur une histoire qu'il co-écrit, devient un film culte de la scène punk. Maeck est enduite cofondateur et directeur général pendant longtemps de l'éditeur de musique indépendant Freibank Music Publishing, où il travaille notamment comme directeur et consultant. Il supervise les Einstürzende Neubauten et réalise des vidéoclips.
Avant de cofonder la société de production cinématographique hambourgeoise Corazón International, Maeck travaille de plus en plus comme consultant en musique de film. Depuis 2013, il dirige sa propre société de production et de distribution de films, Interzone Pictures.
Maeck est membre de l'Académie allemande du cinéma et de l'Académie européenne du cinéma depuis 2007.
Christophe Becker et Clémentine Hougue ont publié l’essai To demolish the harmonies. Essais et entretiens autour de Decoder», livret publié pour le Festival international de films sur la musique (FAME), 2021.

## Filmographie
En tant que producteur
- 1984 : Decoder
- 1989 : Kastrierte Philosophen: Toilet Queen (court métrage)
- 1991 : William S. Burroughs: Commissioner of Sewers (documentaire, aussi réalisateur)
- 2004 : Die alten bösen Lieder, court métrage de la série Visions of Europe
- 2005 : Crossing the Bridge - The Sound of Istanbul
- 2006 : Takva
- 2007 : De l'autre côté
- 2008 : Chiko (de)
- 2009 : Soul Kitchen
- 2009 : Min dît (de)
- 2011 : UFO in Her Eyes
- 2011 : Blutzbrüdaz
- 2012 : Polluting Paradise
- 2012 : Fraktus
- 2013 : Mamaros
- 2015 : B-Movie: Lust & Sound in West-Berlin 1979–1989 (documentaire, aussi réalisateur)
- 2016 : Anhedonia (de)
- 2018 : Eure Kinder (court métrage)
- 2019 : Die Liebe frisst das Leben (de)
- 2020 : Alles ist eins. Ausser der 0. (documentaire, aussi réalisateur)
- 2022 : Takeaway

En tant que réalisateur
- 1991 : William S. Burroughs: Commissioner of Sewers (documentaire)
- 2015 : B-Movie: Lust & Sound in West-Berlin 1979–1989 (documentaire)
- 2020 : Alles ist eins. Ausser der 0. (documentaire)